# Rasošky
Rasošky (en allemand : Rasoschek) est une commune du district de Náchod, dans la région de Hradec Králové, en Tchéquie. Sa population s'élevait à 720 habitants en 2022.

## Géographie
Rasošky se trouve à 4 km au sud de Jaroměř, à 14 km au nord-nord-est de Hradec Králové, à 21 km au sud-ouest de Náchod et à 109 km à l'est-nord-est de Prague.
La commune est limitée par Jaroměř à l'ouest et au nord, par Nový Ples à l'est, et par Smržov et Vlkov au sud.

## Histoire
L'origine du village remonte aux années 1780-1781.

## Administration
La commune se compose de deux sections :
- Rasošky
- Dolní Ples t. Vodní Ples

## Transports
Par la route, Rasošky se trouve à 5 km de Jaroměř, à 16 km de Hradec Králové, à 26 km de Náchod et à 131 km de Prague. 